# 단백질 삼합체

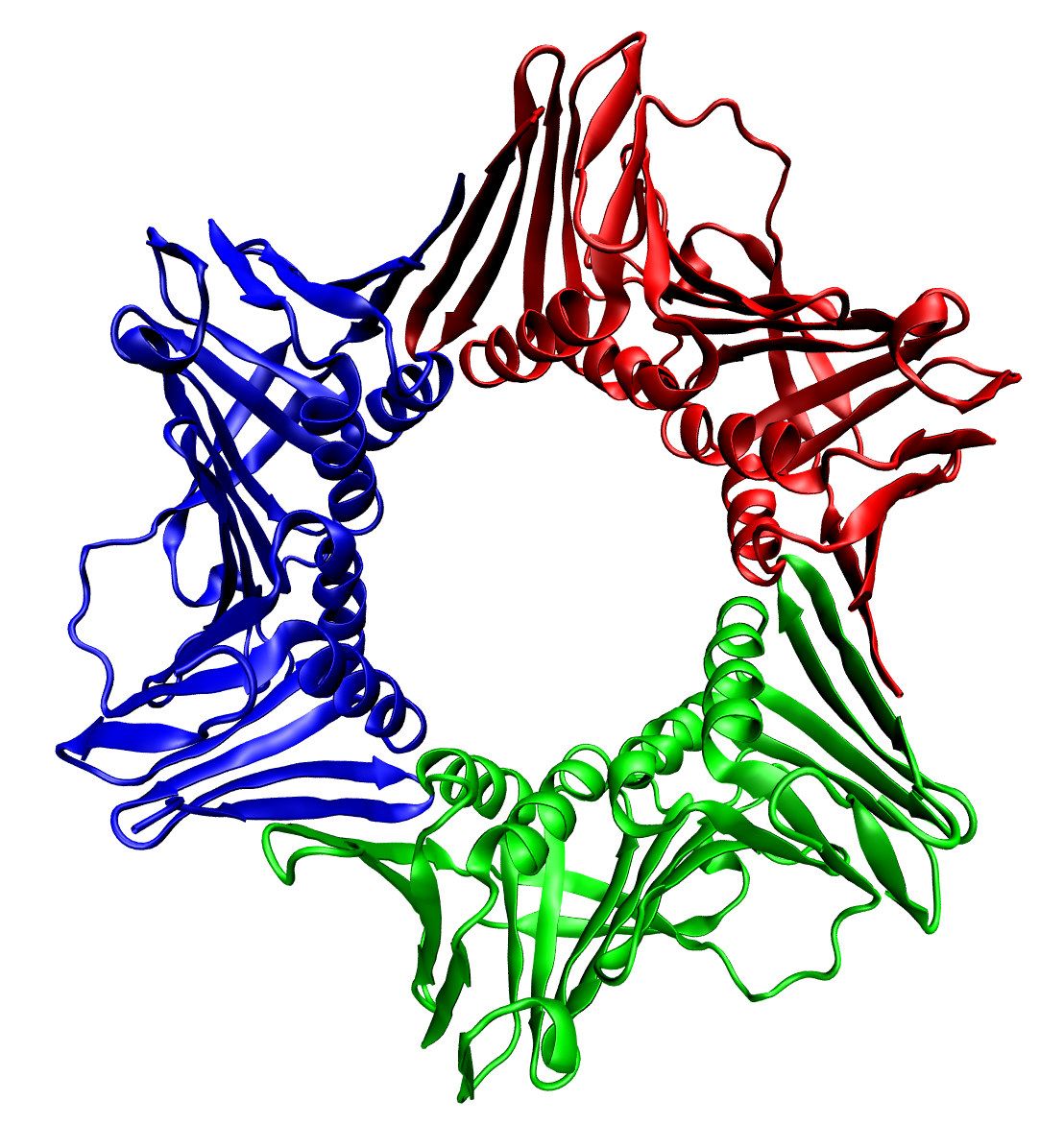
DNA 복제 복합체의 일부이며, DNA 중합효소에 대한 진행 인자로 작용하는 슬라이딩 DNA 클램프 단백질인 사람의 PCNA (PDB 1AXC). 삼량체를 구성하는 3개의 폴리펩타이드 사슬이 표시되어 있다.

단백질 삼합체(蛋白質合三體, 영어: protein trimer) 또는 단백질 삼량체(蛋白質三量體)는 생화학에서 단백질 또는 핵산과 같은 3개의 고분자들이 서로 비공유 결합에 의해 형성된 거대분자 복합체이다. 동종 삼합체는 3개의 동일한 분자에 의해 형성된다. 이종 삼합체는 3개의 서로 다른 분자에 의해 형성된다. 동종 삼합체 단백질의 예로는 II형 콜라겐이 있다.
포린은 보통 삼합체로 막에 존재한다.

## 같이 보기
- 올리고머
- 단백질 사차 구조
- 삼합체